# Patellapis ivoirensis
Patellapis ivoirensis là một loài Hymenoptera trong họ Halictidae. Loài này được Pauly mô tả khoa học năm 1989.